# Macrotarsipus
Macrotarsipus là một chi bướm đêm thuộc họ Sesiidae.

## Các loài
- Macrotarsipus albipunctus  Hampson, [1893]
- Macrotarsipus similis  Arita & Gorbunov, 1995
- Macrotarsipus africanus (Beutenmüller, 1899)
- Macrotarsipus lioscelis  Meyrick, 1935
- Macrotarsipus microthyris  Hampson, 1919